# Erik Bjørkum
Erik Bjørkum (* 26. Februar 1965 in Sandefjord) ist ein ehemaliger norwegischer Segler.

## Erfolge
Erik Bjørkum nahm mit Ole Petter Pollen in der Bootsklasse Flying Dutchman an den Olympischen Spielen 1988 in Seoul  teil. Sie gewannen die Silbermedaille, als sie die Regatta mit 37,4 Punkten hinter den Dänen Christian Grønborg und Jørgen Bojsen-Møller und vor Frank McLaughlin und John Millen aus Kanada auf dem zweiten Platz beendeten. Im Jahr darauf sicherte er sich mit Pollen bei den Weltmeisterschaften in Alassio Bronze.